# Cinema Strange
Cinema Strange är ett amerikanskt goth punk/deathrockband, bildat 1994 i Kalifornien. 

## Medlemmar
- Lucas Lanthier (Zampano) – sång
- Michael Ribiat (Lafitte) – gitarr
- Daniel Ribiat (Yellow) – basgitarr, keyboard
- Daniel Walker (Ted) – trummor

## Diskografi
Studioalbum
- 2000: Cinema Strange
- 2002: The Astonished Eyes of Evening
- 2004: A Cinema Strange 10th Anniversary Novelty Product
- 2006: Quatorze Examples Authentiques du Triomphe de la Musique Décorative

Singlar
- 1998: "Mediterranean Widow" / "Hebenon Vial"
- 1999: "Lindsay's Trachea" / "Greensward Grey"

DVD
- 2005: Pressed Flowers / Squashed Blossoms

Annat
- 1994: Cinema Strange  (demo)
- 1996: Acrobat Amaranth Automaton (demo-kassett)
- 1999: Falling... Caterwauling

## Externa
- Wikimedia Commons har media som rör Cinema Strange.
- Officiell webbplats